# Osiek Mały (gromada)
Osiek Mały (do 31 XII 1959 Dęby Szlacheckie) – dawna gromada, czyli najmniejsza jednostka podziału terytorialnego Polskiej Rzeczypospolitej Ludowej w latach 1954–1972.
Gromady, z gromadzkimi radami narodowymi (GRN) jako organami władzy najniższego stopnia na wsi, funkcjonowały od reformy reorganizującej administrację wiejską przeprowadzonej jesienią 1954 do momentu ich zniesienia z dniem 1 stycznia 1973, tym samym wypierając organizację gminną w latach 1954–1972.
Gromadę Osiek Mały z siedzibą GRN w Osieku Małym utworzono 1 stycznia 1960 w powiecie kolskim w woj. poznańskim w związku z przeniesieniem siedziby GRN gromady Dęby Szlacheckie z Dębów Szlacheckich do Osieka Małego i zmianą nazwy jednostki na gromada Osiek Mały. Równocześnie do nowo utworzonej gromady Osiek Mały przyłączono obszar zniesionej gromady Łuczywno w tymże powiecie.
1 stycznia 1962 do gromady Osiek Mały włączono miejscowości Drzewce (wieś i kolonia), Drzewce B, Olszanek, Osiek Mały (kolonia), Stefanowo i Witowo (wieś i kolonia) ze znoszonej gromady Budzisław Stary w tymże powiecie.
W 1965 gromada miała 25 członków GRN.
31 grudnia 1971 do gromady Osiek Mały włączono miejscowości Aleksandrówka, Grądy, Młynek, Nowa Wieś, Nowe Budki, Nowy Budzisław i Osiek Wielki ze zniesionej gromady Osiek Wielki w tymże powiecie.
Gromada przetrwała do końca 1972 roku, czyli do kolejnej reformy gminnej. 1 stycznia 1973 w powiecie kolskim utworzono gminę Osiek Mały.